# Championnat de Grande-Bretagne de baseball 2011
Navigation
2010 2012
Le Championnat de Grande-Bretagne de baseball 2011 est la 78e édition de l'épreuve depuis 1890.  
Le coup d'envoi de la saison est programmé le 17 avril 2011. Les Southern Nationals, 3e de poule en saison régulière, remporte le championnat face au Lakenheath Diamondbacks 13-3 en finale.

## Clubs
| \| Bracknell Croydon Essex London Mets Mildenhall Southampton Richmond Herts Lakenheath Southern \| Localisation des clubs engagés dans le championnat. |
| Bracknell Croydon Essex London Mets Mildenhall Southampton Richmond Herts Lakenheath Southern                                                           |

### Poule A
| Equipe               | Ville                   |
| -------------------- | ----------------------- |
| Bracknell Blazers    | Bracknell (Berkshire)   |
| Croydon Pirates      | Croydon (Grand Londres) |
| Essex Arrows         | Waltham Abbey (Essex)   |
| Richmond Flames      | Londres                 |
| Southampton Mustangs | Southampton (Hampshire) |

### Poule B
| Equipe                  | Ville                           |
| ----------------------- | ------------------------------- |
| Herts Falcons           | Hemel Hempstead (Hertfordshire) |
| Lakenheath Diamondbacks | Lakenheath (Suffolk)            |
| London Mets             | Londres                         |
| Mildenhall Bulldogs     | Feltwell (Norfolk)              |
| Southern Nationals      | Harlow (Essex)                  |

## Saison régulière
La saison régulière se tient du 17 avril au 28 août sur dix-huit dimanches avec doubleheaders systématiques, soit trente-six matchs à jouer pour chaque club. Les dimanches concernés sont ceux du 17 avril, 1er, 8, 15 et 22 mai, 5, 12, 19 et 26 juin, 2, 10, 17, 24 et 31 juillet, et 7, 14, 21 et 28 août.

### Classements
| Pl. | Équipe               | J  | V  | D  | %    | GB  |
| --- | -------------------- | -- | -- | -- | ---- | --- |
| 1   | Richmond Flames      | 24 | 19 | 5  | .792 | -   |
| 2   | Southampton Mustangs | 24 | 17 | 7  | .708 | 2   |
| 3   | Croydon Pirates      | 25 | 10 | 15 | .400 | 9.5 |
| 4   | Bracknell Blazers    | 24 | 9  | 15 | .375 | 10  |
| 5   | Essex Arrows         | 26 | 9  | 17 | .346 | 11  |

| Pl. | Équipe                  | J  | V  | D  | %    | GB   |
| --- | ----------------------- | -- | -- | -- | ---- | ---- |
| 1   | Lakenheath Diamondbacks | 25 | 19 | 6  | .760 | -    |
| 2   | London Mets             | 23 | 16 | 7  | .696 | 2    |
| 3   | Southern Nationals      | 26 | 16 | 10 | .615 | 3.5  |
| 4   | Mildenhall Bulldogs     | 24 | 4  | 20 | .167 | 14.5 |
| 5   | Herts Falcons           | 26 | 2  | 22 | .154 | 15.5 |

## Tableau
|  | Quarts de finale | Quarts de finale     | Quarts de finale |                         |    | Demi-finales         | Demi-finales | Demi-finales |  |  | Finale | Finale             | Finale |
|  |                  |                      |                  |                         |    |                      |              |              |  |  |        |                    |        |
|  |                  |                      |                  |                         |    |                      |              |              |  |  |        |                    |        |
|  |                  | A1                   | Richmond Flames  | 6                       |    |                      |              |              |  |  |        |                    |        |
|  |                  |                      |                  | 6                       |    |                      |              |              |  |  |        |                    |        |
|  |                  |                      | B3               | Southern Nationals      | 18 |                      |              |              |  |  |        |                    |        |
|  | B2               | London Mets          | B3               | Southern Nationals      | 18 | 3                    |              |              |  |  |        |                    |        |
|  | B2               | London Mets          |                  |                         |    | 3                    |              |              |  |  |        |                    |        |
|  | B3               | Southern Nationals   | 7                |                         |    |                      |              |              |  |  |        |                    |        |
|  |                  |                      |                  |                         |    |                      |              |              |  |  | B3     | Southern Nationals | 13     |
|  |                  |                      | A1               | Lakenheath Diamondbacks | 3  |                      |              |              |  |  |        |                    |        |
|  | A2               | Southampton Mustangs | 12               |                         |    |                      |              |              |  |  |        |                    |        |
|  | A3               | Croydon Pirates      | 8                |                         |    |                      |              |              |  |  |        |                    |        |
|  | A3               | Croydon Pirates      | 8                |                         | A2 | Southampton Mustangs | 11           |              |  |  |        |                    |        |
|  |                  |                      |                  |                         | A2 | Southampton Mustangs | 11           |              |  |  |        |                    |        |
|  |                  |                      | A1               | Lakenheath Diamondbacks | 12 |                      |              |              |  |  |        |                    |        |
|  |                  |                      | A1               | Lakenheath Diamondbacks | 12 |                      |              |              |  |  |        |                    |        |
|  |                  |                      |                  |                         |    |                      |              |              |  |  |        |                    |        |